# B2B
«Би́знес для би́знеса» («B2B») (англ. «business-to-business» — рус. «бизнес для бизнеса», сокращённо произносится — «би ту би») — термин, определяющий вид информационного и экономического взаимодействия, классифицированного по типу взаимодействующих субъектов, в данном случае это — юридические лица, работающие не на конечного рядового потребителя, а на такие же компании, то есть на другой бизнес.

## Описание
В западных странах под термином «В2В» часто понимается любая деятельность одних компаний по обеспечению других производственных компаний сопроводительными услугами, а также товарами и услугами, предназначенными для производства других товаров (сырьём, энергией, НИОКР, средствами производства и т. д.). Такая сфера деятельности ориентирована на получение выгоды (прибыли) от оказания услуг или продажи товаров, где «объектами» являются услуги или товары, а «субъектами» — организации, взаимодействующие в рыночном поле. В качестве «продавца» и «покупателя» услуг или товаров здесь выступают организации и (или) индивидуальные предприниматели.
Термину «B2B» противопоставляется термин «B2C» (англ. «Business to consumer»), то есть бизнес, направленный на конечного потребителя. Например, если компания занимается реализацией товаров непосредственно конечному потребителю товара (сеть супермаркетов, автосалон и пр.), то данная компания относится именно к сектору «B2C». Есть также отдельная управленческая концепция и модель взаимодействия между компаниями — B4B или «Business-for-Business», которая обозначает создание взаимовыгодных партнёрских отношений в качестве важного элемента устойчивого развития и роста бизнеса. 
Объём «B2B»-транзакций (сделок) больше, чем объём «B2C»-транзакций.

## Электронная коммерция в системе B2B
На сегодняшний день большое распространение получило использование инструментов электронной коммерции в системе B2B.
По сравнению с использованием традиционных электронных систем обмена данными (Electronic Data Interchange, EDI), рассчитанных на работу в пределах внутренней сети предприятия, работа с применением B2B во многих случаях оказывается выгоднее, особенно для компаний, желающих установить связи с малыми потребителями и поставщиками, но не имеющих возможности поддерживать сложные и дорогостоящие EDI-технологии. Так, например, в США число подобных малых компаний равняется почти 7 млн, а их доля в ВВП страны составляет около 50 %. Не имея средств использовать EDI и другие дорогостоящие экстранет-системы, с помощью B2B малый бизнес получает возможность конкурировать с более крупными фирмами.
B2B-площадка соединяет в себе решения для поставщиков и для покупателей, интегрируя их в единую систему на базе центрального портала. В зависимости от типа торговой площадки, следует учитывать ряд важных аспектов, необходимых для успешной работы:
1. Доступность для новых участников.
2. Масштабируемая и надёжная платформа (появление новых участников или иные причины не должны сказываться на функционировании площадки).
3. Управление информацией (использование качественной информации, а также своевременное её обновление является ключевым моментом в достижении успеха).
4. Возможности интеграции (для удобства пользователей площадка должна включать все виды электронной коммерции).
5. Обеспечение безопасности.
6. Аналитика.
7. Дополнительные сервисы[5](например, аукционы или иные финансовые услуги).

Основным недостатком в данной системе ведения бизнеса всё же будет являться высокая цена за создание и поддержание B2B-площадки.

## B2B и B2C — в чём разница
Принципиальным отличием этих моделей является покупатель. В модели B2B — это организация, компания, предприятие, холдинг, юридические лица, концерн, фирма. В модели B2C — частные люди, физические лица, конечные потребители.
Но есть ещё один фактор, указывающий на разницу между типами торговых отношений. Его понимание способствует успешной реализации продукции и услуг.
В сфере B2B товары приобретаются с целью осуществления дальнейшей работы, то есть для дела. Обычно компании закупают сырьё или расходные материалы тогда, когда без них невозможно обойтись. При выборе поставщика товара или услуги руководители предприятий ориентируются на закрытие основных профессиональных потребностей и низкую цену.
Также существуют такие различия между B2C и B2B, как возможность импульсивной покупки для первых против покупки рациональной для вторых. Краткосрочные отношения с клиентами против долгосрочных. Фиксированные цены для розницы против специальных цен в соответствии с условиями закупки для оптовых клиентов.

## Интегрированная электронная коммерция B2B
Благодаря интегрированной электронной коммерции часть программного решения устанавливается внутри серверной системы ERP или в другой электронной базе данных для бухгалтерского, складского, производственного учёта. Это означает, что соединение между бизнес-логикой и базой данных серверной системы настраивается автоматически. Информация, доступная в базе данных, например артикулы, цены и наличие товаров на складе, используется без копирования в другую систему и отображается на веб-ресурсе для пользователей. Таким образом, интегрированное программное решение для электронной коммерции не требует инвестиций в воссоздание и обслуживание отдельной базы данных или бизнес-логики. Вместо этого повторно используются данные серверной системы, а большая часть данных хранится в одном месте (исключение могут составлять файлы с большим объёмом, например видео, фото и др, которые для ускорения работы веб-ресурса хранят на хостинге).